# Moryń
Moryń (nemško Mohrin) je naselje v okrožju Gryfino na severozahodu Poljske, ki spada pod Zahodnopomorjansko vojvodstvo. Leta 2004 je imelo 1.580 prebivalcev. Stoji ob potoku Słubia, ki se z desne izliva v Odro, na zgodovinski meji med Veliko Poljsko in Pomorjanskim.